# The Blue Hour (film 2015)
The Blue Hour (อนธการ, Onthakan) è un film thailandese del 2015 diretto da Anucha Boonyawatana, al suo esordio da regista, con protagonisti Atthaphan Phunsawat e Oabnithi Wiwattanawarang. Si tratta di una versione estesa dell'episodio finale della serie televisiva "Phuean hian.. rongrian lon" (ThirTEEN Terrors), andato in onda il 31 gennaio 2015, pochi giorni prima dell'uscita vera e propria del film, il 9 febbraio.
Il titolo del film fa riferimento all'ora blu; molto ricorrente nella pellicola in relazione all'inscurirsi della trama, è il momento della giornata in cui il sole, appena sotto l'orizzonte, rende il cielo di un particolare colore blu scuro.
È stato proiettato al Festival di Berlino 2015 nella sezione Panorama.

## Trama
Tam è un ragazzo gay che viene spesso bullizzato a scuola e picchiato in casa per il suo orientamento sessuale; comincia una relazione con Phum, conosciuto su internet, anche lui in conflitto con la famiglia. Più il loro rapporto cresce, più le loro vite si tingono di nero.